# Teen Choice Awards 2017
La 19ª edizione dei Teen Choice Awards ha avuto luogo il 13 agosto 2017 presso il Galen Center di Los Angeles.

## Presentatore
- Jake Paul[1]

## Performance
- Louis Tomlinson - "Back to You" (ft. Bebe Rexha)[2][3]
- Clean Bandit - "Rockabye" e "Symphony" (ft. Zara Larsson)[2]
- French Montana - "Unforgettable" (ft. Swae Lee)[4]
- Rita Ora - "Your Song"[4]
- Rae Sremmurd - "Black Beatles" (ft. Gucci Mane)[4]
- Kyle - "iSpy" (ft. Lil Yachty)

## Premi
La prima ondata di candidature è stata annunciata il 19 giugno 2017. La seconda è stata annunciata il 12 luglio 2017. I vincitori sono evidenziati in grassetto.

### Cinema
| Miglior film d'azione | Miglior attore in un film d'azione | Miglior attrice in un film d'azione |
| --- | --- | --- |
| - Wonder Woman - Fast & Furious 8 - Logan: The Wolverine - Pirati dei Caraibi - La vendetta di Salazar - Transformers - L'ultimo cavaliere - xXx - Il ritorno di Xander Cage                                                 | - Chris Pine - Wonder Woman - Brenton Thwaites - Pirati dei Caraibi - La vendetta di Salazar - Dwayne Johnson - Fast & Furious 8 - Hugh Jackman - Logan: The Wolverine - Johnny Depp - Pirati dei Caraibi - La vendetta di Salazar - Vin Diesel - Fast & Furious 8 e xXx - Il ritorno di Xander Cage | - Gal Gadot - Wonder Woman - Nina Dobrev - xXx - Il ritorno di Xander Cage - Deepika Padukone - xXx - Il ritorno di Xander Cage - Michelle Rodriguez - Fast & Furious 8 - Ruby Rose - xXx - Il ritorno di Xander Cage - Kaya Scodelario - Pirati dei Caraibi - La vendetta di Salazar                                  |
| Miglior film drammatico | Miglior attore in un film drammatico | Miglior attrice in un film drammatico |
| - Noi siamo tutto - Prima di domani - 17 anni (e come uscirne vivi) - Gifted - Il dono del talento - Il diritto di contare - The Shack                                                                                       | - Kian Lawley - Prima di domani - Chris Evans - Gifted - Il dono del talento - Andrew Garfield - La battaglia di Hacksaw Ridge - Ryan Gosling - La La Land - Taylor Lautner - Run the Tide - Nick Robinson - Noi siamo tutto                                                                         | - Emma Watson - The Circle - Zoey Deutch - Prima di domani - Taraji P. Henson - Il diritto di contare - Hailee Steinfeld - 17 anni (e come uscirne vivi) - Amandla Stenberg - Noi siamo tutto - Emma Stone - La La Land                                                                                                |
| Miglior film sci-fi | Miglior attore in un film sci-fi | Miglior attrice in un film sci-fi |
| - Guardiani della Galassia Vol. 2 - Arrival - Kong: Skull Island - Lo spazio che ci unisce - Power Rangers - Rogue One: A Star Wars Story                                                                                    | - Chris Pratt - Guardiani della Galassia Vol. 2 - Asa Butterfield - Lo spazio che ci unisce - Tom Hiddleston - Kong: Skull Island - Diego Luna - Rogue One: A Star Wars Story - Drace Montgomery - Power Rangers - Jeremy Renner - Arrival                                                           | - Zoe Saldana - Guardiani della Galassia Vol. 2 - Amy Adams - Arrival - Becky G - Power Rangers - Felicity Jones - Rogue One: A Star Wars Story - Brie Larson - Kong: Skull Island - Naomi Scott - Power Rangers |
| Miglior film fantasy | Miglior attore in un film fantasy | Miglior attrice in un film fantasy |
| - La bella e la bestia - Animali fantastici e dove trovarli - Doctor Strange - Oceania - Miss Peregrine - La casa dei ragazzi speciali                                                                                       | - Dwayne Johnson - Oceania - Asa Butterfield - Miss Peregrine - La casa dei ragazzi speciali - Benedict Cumberbatch - Doctor Strange - Dan Stevens - La bella e la bestia - Eddie Redmayne - Animali fantastici e dove trovarli                                                                      | - Emma Watson - La bella e la bestia - Auli'i Cravalho - Oceania - Eva Green - Miss Peregrine - La casa dei ragazzi speciali - Rachel McAdams - Doctor Strange - Katherine Waterston - Animali fantastici e dove trovarli                                                                                              |
| Miglior film commedia | Miglior attore in un film commedia | Miglior attrice in un film commedia |
| - Alla ricerca di Dory - Baywatch - Cars 3 - Le spie della porta accanto - Tavolo 19 - LEGO Batman - Il film | - Zac Efron - Baywatch - Dwayne Johnson - Baywatch - Owen Wilson - Cars 3 - Ricky García - Big Fat Liar 2 - Una bugia ancora più grossa a Seattle - Will Arnett - LEGO Batman - Il film - Zach Galifianakis - Le spie della porta accanto                                                            | - Ellen DeGeneres - Alla ricerca di Dory - Alexandra Daddario - Baywatch - Gal Gadot - Le spie della porta accanto - Jennifer Hudson - Sandy Wexler - Tori Kelly - Sing - Anna Kendrick - Tavolo 19 |
| Miglior cattivo in un film | Miglior Star Emergente in un film | Choice Movie Ship |
| - Luke Evans - La bella e la bestia - Elizabeth Banks - Power Rangers - Javier Bardem - Pirati dei Caraibi - La vendetta di Salazar - Priyanka Chopra - Baywatch - James McAvoy - Split - Charlize Theron - Fast & Furious 8 | - Auli'i Cravalho - Oceania - Tom Holland - Spider-Man: Homecoming - Janelle Monáe - Il diritto di contare - Deepika Padukone - xXx - il ritorno di Xander Cage - Harry Styles - Dunkirk - Zendaya - Spider-Man: Homecoming                                                                          | - Emma Watson e Dan Stevens - La bella e la bestia - Zac Efron e Dwayne Johnson - Baywatch - Gal Gadot e Chris Pine - Wonder Woman - Deepika Padukone e Ruby Rose - xXx - Il ritorno di Xander Cage - Chris Pratt e Zoe Saldana - Guardiani della Galassia Vol. 2 - Michelle Rodriguez e Vin Diesel - Fast & Furious 8 |
| Miglior film dell'estate | Miglior attore in un film dell'estate | Miglior attrice in un film dell'estate |
| - Spider-Man: Homecoming - Cars 3 - Pirati dei Caraibi - La vendetta di Salazar - Transformers - L'ultimo cavaliere - The War - Il pianeta delle scimmie - Wonder Woman                                                      | - Tom Holland - Spider-Man: Homecoming - Ansel Elgort - Baby Driver - Il genio della fuga - Chris Pine - Wonder Woman - Harry Styles - Dunkirk - Mark Wahlberg - Transformers - L'ultimo cavaliere - Owen Wilson - Cars 3                                                                            | - Zendaya - Spider-Man: Homecoming - Cara Delevingne - Valerian e la città dei mille pianeti - Gal Gadot - Wonder Woman - Isabela Moner - Transformers - L'ultimo cavaliere - Mandy Moore - 47 metri - Bella Thorne - Amityville Il risveglio                                                                          |

### Televisione
| Miglior serie TV drammatica | Miglior attore in una serie TV drammatica | Miglior attrice in una serie TV drammatica |
| --- | --- | --- |
| - Riverdale - Pretty Little Liars - Empire - Famous in Love - Star - This Is Us                                                                    | - Cole Sprouse - Riverdale - Sterling K. Brown - This Is Us - Ian Harding - Pretty Little Liars - Jesse Williams - Grey’s Anatomy - Milo Ventimiglia - This Is Us - Jussie Smollett - Empire                                                                                       | - Lucy Hale - Pretty Little Liars - Ashley Benson - Pretty Little Liars - Bella Thorne - Famous in Love - Sasha Pieterse - Pretty Little Liars - Shay Mitchell - Pretty Little Liars - Troian Bellisario - Pretty Little Liars                                    |
| Miglior serie TV fantasy/sci-fi | Miglior attore in una serie TV fantasy/sci-fi | Miglior attrice in una serie TV fantasy/sci-fi |
| - Teen Wolf - Stranger Things - Timeless - Shadowhunters - Supernatural - The Vampire Diaries                                                      | - Dylan O'Brien - Teen Wolf - Matthew Daddario - Shadowhunters - Bob Morley - The 100 - Joseph Morgan - The Originals - Jensen Ackles - Supernatural - Ian Somerhalder - The Vampire Diaries                                                                                       | - Kat Graham - The Vampire Diaries - Lana Parrilla - Once Upon a Time - Jennifer Morrison - Once Upon a Time - Abigail Spencer - Timeless - Emeraude Toubia - Shadowhunters - Eliza Taylor - The 100                                                              |
| Miglior serie TV commedia | Miglior attore in una serie TV commedia | Miglior attrice in una serie TV commedia |
| - Le amiche di mamma - Baby Daddy - Brooklyn Nine-Nine - Jane the Virgin - Giorno per giorno - Young & Hungry - Cuori in cucina                    | - Jean-Luc Bilodeau - Baby Daddy - Anthony Anderson - Black-ish - Jaime Camil - Jane the Virgin - Micah Fowler - Speechless - Andy Samberg - Brooklyn Nine-Nine - Hudson Yang - Fresh Off the Boat                                                                                 | - Candace Cameron Bure - Le amiche di mamma - Yara Shahidi - Black-ish - Zendaya - K.C. Agente Segreto - Rose McIver - iZombie - Emma Roberts - Scream Queens - Gina Rodriguez - Jane the Virgin                                                                  |
| Miglior serie TV d'azione | Miglior attore in una serie TV d'azione | Miglior attrice in una serie TV d'azione |
| - The Flash - Arrow - Gotham - Lethal Weapon - Agents of S.H.I.E.L.D. - Supergirl                                                                  | - Grant Gustin - The Flash - Chris Wood - Supergirl - Clayne Crawford - Lethal Weapon - Gabriel Luna - Agents of S.H.I.E.L.D. - Stephen Amell - Arrow - Wentworth Miller - Prison Break                                                                                            | - Melissa Benoist - Supergirl - Caity Lotz - Legends of Tomorrow - Candice Patton - The Flash - Danielle Panabaker - The Flash - Emily Bett Rickards - Arrow - Jordana Brewster - Lethal Weapon                                                                   |
| Miglior serie animata | Miglior reality show | Miglior personaggio della TV |
| - I Griffin - Bob's Burgers - Gravity Falls - Rick and Morty - Steven Universe - Sonic Boom                                                        | - The Voice - Chasing Cameron - Mamme sull'orlo di una crisi da ballo - MasterChef Junior - Al passo con i Kardashian - Total Divas | - Ellen DeGeneres - The Ellen DeGeneres Show - Anthony Anderson - To Tell the Truth - Tyra Banks - America's Got Talent - James Corden - The Late Late Show with James Corden - Jimmy Fallon - The Tonight Show Starring Jimmy Fallon - Blake Shelton - The Voice |
| Miglior serie TV dell'estate | Miglior attore serie TV dell'estate | Miglior attrice serie TV dell'estate |
| - Teen Wolf - America's Got Talent - Beat Shazam - The Bold Type - The Fosters - So You Think You Can Dance                                        | - Tyler Posey - Teen Wolf - Noah Centineo - The Fosters - Cody Christian - Teen Wolf - Kyle Harris - Stitchers - David Lambert - The Fosters - Harry Shum Jr. - Shadowhunters | - Holland Roden - Teen Wolf - Aisha Dee - The Bold Type - Hilary Duff - Younger - Shelley Hennig - Teen Wolf - Maia Mitchell - The Fosters - Cierra Ramirez - The Fosters                                                                                         |
| Miglior serie TV emergente | Choice TV Ship | Miglior Star Emergente in una serie TV |
| - Riverdale - Famous in Love - Star - Stranger Things - This Is Us - Timeless                                                                      | - Lili Reinhart e Cole Sprouse - Riverdale - Shay Mitchell e Sasha Pieterse - Pretty Little Liars - Holland Roden e Dylan O'Brien - Teen Wolf - Eliza Taylor e Bob Morley - The 100 - Matthew Daddario e Harry Shum Jr. - Shadowhunters - Chris Wood e Melissa Benoist - Supergirl | - Lili Reinhart - Riverdale - KJ Apa - Riverdale - Millie Bobby Brown - Stranger Things - Ryan Destiny - Star - Chrissy Metz - This Is Us - Finn Wolfhard - Stranger Things                                                                                       |
| Miglior serie TV passata | Migllior cattivo in una serie TV | |
| - One Tree Hill - Buffy l'ammazzavampiri - Sister, Sister - The O.C. - Veronica Mars - Willy, il principe di Bel-Air (The Fresh Prince of Bel-Air) | - Janel Parrish - Pretty Little Liars - Grant Gustin - The Flash - Teri Hatcher - Supergirl - Mark Pellegrino - Supernatural - Josh Segarra - Arrow - Cory Michael Smith - Gotham                                                                                                  | |

### Cinema e Televisione
| Miglior ruba-scena | Miglior bacio | Miglior crisi isterica |
| --- | --- | --- |
| - Camila Mendes - Riverdale - RJ Cyler - Power Rangers - Josh Gad - La bella e la bestia - Taylor Lautner - Scream Queens - Colin O'Donoghue -Once Upon a Time - Michael Rooker - Guardiani della Galassia Vol. 2 | - Emma Watson e Dan Stevens - La bella e la bestia - Melissa Benoist e Chris Wood - Supergirl - Orlando Bloom e Keira Knightley - Pirati dei Caraibi - La vendetta di Salazar - Jennifer Morrison e Colin O'Donoghue - Once Upon a Time - Chris Pine e Gal Gadot - Wonder Woman - Matthew Daddario e Harry Shum Jr. - Shadowhunters | - Madelaine Petsch - Riverdale - Anthony Anderson - Black-ish - Malcolm Barrett - Timeless - Luke Evans - La bella e la bestia - Kurt Russell - Guardiani della Galassia Vol. 2 - Dan Stevens - La bella e la bestia |

### Musica
| Miglior artista maschile | Miglior artista femminile | Miglior gruppo musicale |
| --- | --- | --- |
| - Harry Styles - Justin Bieber - Bruno Mars - Shawn Mendes - Ed Sheeran - The Weeknd | - Ariana Grande - Alessia Cara - Miley Cyrus - Selena Gomez - Katy Perry - Hailee Steinfeld | - Fifth Harmony - The Chainsmokers - Little Mix - Maroon 5 - Twenty One Pilots - The Vamps |
| Miglior artista R&B/hip-hop | Miglior artista country | Miglior artista emergente |
| - Beyoncé - Chance the Rapper - Drake - Kendrick Lamar - Nicki Minaj - Rihanna | - Carrie Underwood - Kelsea Ballerini - Luke Bryan - Florida Georgia Line - Sam Hunt - Blake Shelton | - Chance the Rapper - James Arthur - Halsey - Zara Larsson - Dua Lipa - Julia Michaels |
| Miglior artista dance/elettronico | Miglior artista latino | Miglior artista rock |
| - Calvin Harris - Steve Aoki - Martin Garrix - David Guetta - Major Lazer - Zedd | - CNCO - Daddy Yankee - Luis Fonsi - Enrique Iglesias - Maluma - Shakira | - Harry Styles - Imagine Dragons - Linkin Park - Paramore - Twenty One Pilots - X Ambassadors |
| Miglior brano maschile | Miglior brano femminile | Miglior brano di un gruppo musicale |
| - "Slow Hands" - Niall Horan - "Body like a Back Road" - Sam Hunt - "Despacito" - Luis Fonsi e Daddy Yankee feat. Justin Bieber - "Shape of You" - Ed Sheeran - "Sign of the Times" - Harry Styles - "That's What I Like" - Bruno Mars                                                                        | - "Crying in the Club" - Camila Cabello - "Bad Liar" - Selena Gomez - "Issues" - Julia Michaels - "Malibu" - Miley Cyrus - "Most Girls" - Hailee Steinfeld - "Scars to Your Beautiful" - Alessia Cara | - "Down" - Fifth Harmony feat. Gucci Mane - "Believer" - Imagine Dragons - "Closer" - The Chainsmokers feat. Halsey - "Guys My Age" - Hey Violet - "Heathens" - Twenty One Pilots - "Shout Out to My Ex" - Little Mix                                                                             |
| Miglior brano country | Miglior brano R&B/hip-hop | Miglior brano rock/alternative |
| - "Body like a Back Road" - Sam Hunt - "Craving You" - Thomas Rhett feat. Maren Morris - "Every Time I Hear That Song" - Blake Shelton - "The Fighter" - Keith Urban feat. Carrie Underwood - "God, Your Mama, and Me" - Florida Georgia Line feat. Backstreet Boys - "In Case You Didn't Know" - Brett Young | - "I'm the One" - DJ Khaled feat. Justin Bieber, Quavo, Chance the Rapper & Lil Wayne - "Glorious" - Macklemore feat. Skylar Grey"Location" - Khalid - "Passionfruit" - Drake - "Redbone" - Childish Gambino - "That's What I Like" - Bruno Mars                                                                                | - "Believer" - Imagine Dragons - "Green Light" - Lorde - "Hard Times" - Paramore - "Heathens" - Twenty One Pilots - "Heavy" - Linkin Park feat. Kiiara - "Human" - Rag'n'Bone Man |
| Miglior canzone latina | Miglior canzone dance/elettronica | Miglior collaborazione |
| - "Despacito" - Luis Fonsi e Daddy Yankee feat. Justin Bieber - "Chantaje" - Shakira feat. Maluma - "Deja Vu" - Prince Royce e Shakira - "Hey Ma" - Pitbull e J Balvin feat. Camila Cabello - "No Le Hablen de Amor" - CD9 - "Reggaetón Lento (Bailemos)" - CNCO                                              | - "Know No Better" - Major Lazer feat. Travis Scott, Camila Cabello & Quavo - "2U" - David Guetta feat. Justin Bieber - "It Ain't Me" - Kygo e Selena Gomez - "Just Hold On" - Steve Aoki e Louis Tomlinson - "Rockabye" - Clean Bandit feat. Sean Paul & Anne-Marie - "Something Just like This" - The Chainsmokers e Coldplay | - "Just Hold On" - Steve Aoki e Louis Tomlinson - "God, Your Mama, and Me" - Florida Georgia Line feat. Backstreet Boys - "I Don't Wanna Live Forever" - Zayn e Taylor Swift - "It Ain't Me" - Kygo e Selena Gomez - "No Promises" - Cheat Codes feat. Demi Lovato - "Stay" - Zedd e Alessia Cara |
| Miglior canzone pop | Choice Next Big Thing | Miglior tour dell'estate |
| - "Shape of You" - Ed Sheeran - "24k Magic" - Bruno Mars - "Closer" - The Chainsmokers feat. Halsey - "Don't Wanna Know" - Maroon 5 feat. Kendrick Lamar - "Love on the Brain" - Rihanna - "Stay" - Zedd e Alessia Cara                                                                                       | - Grace VanderWaal - Jonas Blue - Forever in Your Mind - Jax Jones - New Hope Club - The Tide | - Ariana Grande - Dangerous Woman Tour - Sam Hunt - 15 in a 30 Tour - Kendrick Lamar - Damn Tour - Bruno Mars - 24K Magic World Tour - Shawn Mendes - Illuminate World Tour - Ed Sheeran - ÷ Tour                                                                                                 |
| Miglior canzone dell'estate | Miglior artista maschile dell'estate | Miglior artista femminile dell'estate |
| - "Despacito" - Luis Fonsi e Daddy Yankee feat. Justin Bieber - "Bad Liar" - Selena Gomez - "Castle on the Hill" - Ed Sheeran - "Malibu" - Miley Cyrus - "Stay" - Zedd e Alessia Cara - "That's What I Like" - Bruno Mars                                                                                     | - Shawn Mendes - Justin Bieber - Niall Horan - Liam Payne - Harry Styles - Zedd | - Camila Cabello - Miley Cyrus - Selena Gomez - Halsey - Lorde - Katy Perry |
| Miglior gruppo musicale dell'estate | Miglior artista internazionale | |
| - Fifth Harmony - The Chainsmokers - Coldplay - Florida Georgia Line - Imagine Dragons - Little Mix | - BTS - CD9 - CNCO - EXO - Monsta X - Seventeen | |

### Web
| Miglior star femminile nel web                                                                  | Miglior star maschile nel web                                                           | Miglior comico nel web                                                                           | Miglior Snapchatter                                                                                |
| ----------------------------------------------------------------------------------------------- | --------------------------------------------------------------------------------------- | ------------------------------------------------------------------------------------------------ | -------------------------------------------------------------------------------------------------- |
| - Liza Koshy - Niki and Gabi - Eva Gutowski - Merrell Twins - Bethany Mota - Lilly Singh        | - Logan Paul - Cameron Dallas - The Dolan Twins - Ryan Higa - Casey Neistat - sWooZie   | - Logan Paul - Colleen Ballinger - The Dolan Twins - Liza Koshy - Lele Pons - Lilly Singh        | - Ariana Grande - Brett Eldredge - Selena Gomez - Kylie Jenner - DJ Khaled - Bella Thorne          |
| Più fashion nel web                                                                             | Miglior star musicale del web                                                           | Choice Muser                                                                                     | Miglior gamer                                                                                      |
| - Nikkie De Jager - Andrea Brooks - Gigi Gorgeous - Kandee Johnson - Bethany Mota - Mia Stammer | - Jake Paul - Cimorelli - Jack & Jack - Carson Lueders - Johnny Orlando - Leroy Sanchez | - Baby Ariel - Danielle Cohn - Kristen Hancher - Isaiah Howard - Lisa and Lena - Jacob Sartorius | - Ryan Ohmwrecker - Vikram Singh Barn - Jaryd Lazar - Michael Santana - Rabia Yazbek - Saqib Zahid |
| Miglior instagrammer                                                                            | Miglior youtuber                                                                        | Miglior twit                                                                                     | |
| - Selena Gomez - Beyoncé - Justin Bieber - Kendall Jenner - Kylie Jenner - Taylor Swift         | - Jake Paul - The Dolan Twins - Liza Koshy - Casey Neistat - Logan Paul - Lilly Singh   | - Ellen DeGeneres - Anna Kendrick - Blake Shelton - Chrissy Teigen - Justin Timberlake - Zendaya | |

### Fashion
| Donna più sexy                                                                         | Uomo più sexy                                                                             | Choice Model                                                                                   | Icona di stile                                                                   |
| -------------------------------------------------------------------------------------- | ----------------------------------------------------------------------------------------- | ---------------------------------------------------------------------------------------------- | -------------------------------------------------------------------------------- |
| - Camila Cabello - Selena Gomez - Paris Jackson - Deepika Padukone - Rihanna - Zendaya | - Shawn Mendes - Justin Bieber - Zayn Malik - Liam Payne - Harry Styles - Louis Tomlinson | - Kendall Jenner - Hailey Baldwin - Ashley Graham - Gigi Hadid - Paris Jackson - Winnie Harlow | - Harry Styles - Cara Delevingne - Selena Gomez - Zayn Malik - Rihanna - Zendaya |

### Sport
| Miglior atleta maschile                                                                     | Miglior atleta femminile                                                                                |
| ------------------------------------------------------------------------------------------- | --- |
| - Stephen Curry - John Cena - Rickie Fowler - LeBron James - Cristiano Ronaldo - Mike Trout | - Simone Biles - Sasha Banks - The Bella Twins - Elena Delle Donne - Laurie Hernandez - Serena Williams |

### Altro
| Miglior comico                                                                               | Miglior ballerino/a                                                                        | Miglior videogioco | Choice Changemaker                                                                                   | See Her Award     |
| -------------------------------------------------------------------------------------------- | ------------------------------------------------------------------------------------------ | --- | --- | ----------------- |
| - The Dolan Twins - Jordan Doww - Kevin Hart - Gabriel Iglesias - Hasan Minhaj - Lilly Singh | - Maddie Ziegler - Derek Hough - Julianne Hough - Kida the Great - Chloe Lukasiak - tWitch | - Overwatch - Dota 2 - Hearthstone - Heroes of the Storm - League of Legends - The Legend of Zelda: Breath of the Wild | - Ariana Grande - Rowan Blanchard - Selena Gomez - Yara Shahidi - Ian Somerhalder - Shailene Woodley | - Vanessa Hudgens |